# بیت عتق
بیت عتق (به عربی: بیت عتق) یک روستا در سوریه است که در ناحیه عین حلاقیم واقع شده‌است. بیت عتق ۴۸۸ نفر جمعیت دارد.